# Dolichovespula adulterina
Dolichovespula adulterina (лат.) — вид перепончатокрылых из семейства настоящих ос. D. adulterina имеет в качестве младшего синонима североамериканский таксон D. arctica.

## Распространение
Голарктика.

## Описание
Самки достигают длины от 14 до 17 мм, самцы — от 12 до 15 мм.

## Биология
D. adulterina питаются разнообразной пищей, в том числе насекомыми, пауками, членистоногими, мясом, моллюсками, фруктами, нектаром и выделениями личинок.
Оса-кукушка, паразитирующая в Палеарктике на осе саксонской (Dolichovespula saxonica) и осе норвежской (Dolichovespula norwegica), а в Неарктике (под названием D. arctica) — на Dolichovespula arenaria (Wheeler and Taylor 1921) и Dolichovespula alpicola (Wagner 1978).